# Брунінг (Небраска)
Брунінг (англ. Bruning) — селище (англ. village) в США, в окрузі Теєр штату Небраска. Населення — 281 особа (2020).

## Географія
Брунінг розташований за координатами 40°20′9″ пн. ш. 97°33′53″ зх. д. / 40.33583° пн. ш. 97.56472° зх. д. (40.335748, -97.564738).  За даними Бюро перепису населення США в 2010 році селище мало площу 0,74 км², уся площа — суходіл.

## Демографія
Згідно з переписом 2010 року, у селищі мешкало 279 осіб у 135 домогосподарствах у складі 80 родин. Густота населення становила 378 осіб/км².  Було 155 помешкань (210/км²).
Расовий склад населення:
| - 100,0 % — білих |

До двох чи більше рас належало 0,0 %. Частка іспаномовних становила 0,7 % від усіх жителів.
За віковим діапазоном населення розподілялося таким чином: 19,0 % — особи молодші 18 років, 54,1 % — особи у віці 18—64 років, 26,9 % — особи у віці 65 років та старші. Медіана віку мешканця становила 48,3 року. На 100 осіб жіночої статі у селищі припадало 99,3 чоловіків;  на 100 жінок у віці від 18 років та старших — 88,3 чоловіків також старших 18 років.
Середній дохід на одне домашнє господарство  становив 48 647 доларів США (медіана — 42 778), а середній дохід на одну сім'ю — 65 936 доларів (медіана — 50 750). За межею бідності перебувало 13,2 % осіб, у тому числі 13,9 % дітей у віці до 18 років та 18,1 % осіб у віці 65 років та старших.
Цивільне працевлаштоване населення становило 107 осіб. Основні галузі зайнятості: виробництво — 20,6 %, сільське господарство, лісництво, риболовля — 16,8 %, освіта, охорона здоров'я та соціальна допомога — 12,1 %, будівництво — 9,3 %.